# بليك وود
بليك وود (بالإنجليزية: Blake Wood)‏ هو لاعب كرة قاعدة أمريكي، ولد في 8 أغسطس 1985 في أتلانتا في الولايات المتحدة.

## وصلات خارجية
- بليك وود على موقع دوري كرة القاعدة الرئيسي (الإنجليزية)
- بليك وود على موقعبيزبول رفرنس.كوم (الدوري الرئيسي) (الإنجليزية)
- بليك وود على موقعبيزبول رفرنس.كوم (الدوري الثانوي) (الإنجليزية)
- بليك وود على موقع إي إس بي إن.كوم (أم.أل.بي) (الإنجليزية)
- بليك وود على موقع مشجعي الرسوم البيانية (الإنجليزية)